# Anabar

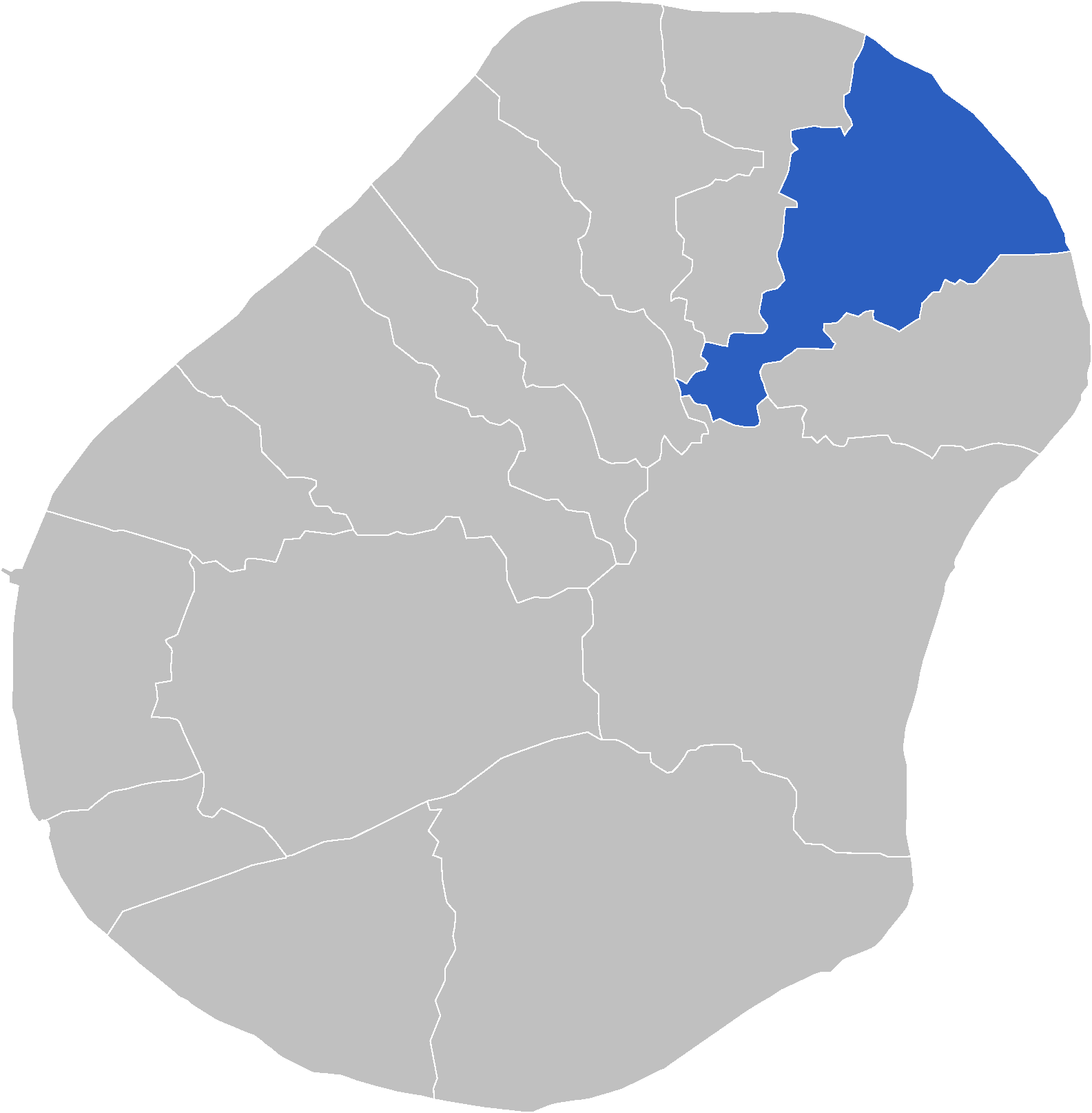
Distriktets läge på Nauru

Anabar är ett distrikt i landet Nauru, beläget i den nordöstra delen av ön. Distriktet har en area på 1,5 km² och en befolkning på 855 invånare (2004).
Anabar är också namnet på en valkrets i Nauru, som omfattar distrikten Anabar, Anibare och Ijuw, en area på totalt 5,1 km² och totalt 1 240 invånare. Valkretsen väljer in två medlemmar till parlamentet i Yaren.